# Skuhrov (Vysočina)
Skuhrov é uma comuna checa localizada na região de Vysočina, distrito de Havlíčkův Brod.